# 石香元
石香元（1952年—），河北赞皇人。中国人民解放军中将。

## 生平
1990年，担任中国人民解放军第一四九师参谋长，1997年，升任师长。1999年12月，任陆军第十三集团军参谋长。2003年7月，任四川省军区司令员。2004年8月，任成都军区装备部部长，2006年12月任沈阳军区副司令员。2014年1月转任成都军区副司令员。2015年到龄退役，由原中国人民解放军总参谋部军训部部长郑和少将接任。2018年2月24日，当选为第十三届全国人大代表。